# 旭村 (愛知県碧海郡)
旭村（あさひむら）は、かつて愛知県碧海郡にあった村である。
現在の碧南市の東部に該当し、矢作川の下流西岸に位置する。

## 沿革
- 江戸時代末期、この地域は沼津藩領、天領、寺社領などであった。
- 1871年（明治4年） - 鷲塚村で廃仏毀釈に反対する暴動が発生する（大浜騒動）。
- 1906年（明治39年）5月1日 - 志貴崎村、伏見屋村、鷲塚村が合併し、旭村が発足。
- 1948年（昭和23年）4月5日 - 大浜町、新川町、棚尾町と合併して碧南市が発足。旭村は廃止される。

## 行政
- 明治の大合併では、当初、大浜村、北大浜村、棚尾村、鷲塚村、志貴崎村、伏見屋村が合併して「新浜町」として町制施行する計画であったという。しかし、鷲塚村、志貴崎村、伏見屋村は反対して3村で合併し、旭村となったことにより計画は幻となった。反対理由として、3村は主に農業で発展しており、他の町村とは産業などに違いがあることが挙げられる[1]。
- 昭和の大合併でも、大浜町、新川町、棚尾町は合併賛成であったが、旭村のみ保留の立場をとっている。合併への参加の賛否は1947年2月の住民投票で決定することになり、賛成610票、反対458票で賛成が過半数に達したため、正式に合併に参加となり、碧南市が誕生となった[1]。

## 経済

### 産業
農業
『大日本篤農家名鑑』によれば、旭村の篤農家は石原、片山、山田、小林、伊藤、多田、杉浦、市川などがいた。
『大日本蚕業家名鑑 正』によれば、旭村の養蚕家は近藤、大岡、木村、鈴木、富田、河原、石原、服部、大村、河隈、山田、杉浦、竹内、黒田、榊原、伊藤、山田、山林、石橋、松本、宮地、高橋、小笠原、辻、石川、磯貝、竹中、金原、鈴木、牧野、磯見などがいた。

## 教育

### 小学校
- 旭村立日進小学校 （現・碧南市立日進小学校）
- 旭村立鷲塚小学校 （現・碧南市立鷲塚小学校）

### 中学校
- 旭村立旭中学校 （現・碧南市立東中学校）

## 交通
- 名古屋鉄道三河線
  - 三河旭駅[4]

## 神社・仏閣
- 天満神社（鷲塚）
- 天満社（神有）
- 神明社（荒子）
- 稲荷神社（伏見屋）
- 霞浦神社（平七）
- 稲荷神社（前浜）
- 願随寺（鷲塚）
- 遍照院（鷲塚）
- 池端蓮成寺（鷲塚）
- 川端蓮成寺（鷲塚）
- 応春寺（神有）
- 照光寺（神有）
- 等覚寺（荒子）
- 貞照院（伏見屋）
- 東正寺（平七）
- 平等寺（前浜）

## 出身・ゆかりのある人物
- 近藤坦平 - 医師。西洋医学教育の先駆けとなる医師。1929年（昭和4年）に村葬。
- 朝倉虎治郎 - 東京府多額納税者、米商[5]、東京府会議員、東京府会議長[6]。鷲塚の木綿商・杉浦太市の二男[6]。
- 朝倉八郎 - 東京市渋谷区猿楽町の地家主、米屋。朝倉虎治郎の実弟[6]。